# Трезье
Трезье́ (фр. Tréziers) — коммуна во Франции, находится в регионе Лангедок — Руссильон. Департамент коммуны — Од. Входит в состав кантона Шалабр. Округ коммуны — Лиму.
Код INSEE коммуны — 11400.

## Население
Население коммуны на 2008 год составляло 110 человек.
| 1962 | 1968 | 1975 | 1982 | 1990 | 1999 | 2008 |
| ---- | ---- | ---- | ---- | ---- | ---- | ---- |
| 33   | 54   | 51   | 67   | 68   | 84   | 110  |

## Экономика
В 2007 году среди 73 человек в трудоспособном возрасте (15—64 лет) 51 были экономически активными, 22 — неактивными (показатель активности — 69,9 %, в 1999 году было 79,6 %). Из 51 активных работали 39 человек (23 мужчины и 16 женщин), безработных было 12 (5 мужчин и 7 женщин). Среди 22 неактивных 6 человек были учениками или студентами, 8 — пенсионерами, 8 были неактивными по другим причинам.